# 풍운의 검객
풍운의 검객은 한국에서 제작된 임권택 감독의 1967년 영화이다. 남궁원 등이 주연으로 출연하였고 김봉주 등이 제작에 참여하였다.

## 출연

### 주연
- 남궁원
- 남정임

## 제작진
- 조명: 정경희
- 미술: 김유준